# 伊達晴宗
伊達 晴宗（1519年—1577年）是陸奥國的戰國大名。伊達氏第十五代當主，享年59歲。接受幕府第十二代將軍足利義晴偏諱取一晴字而改名為伊達晴宗。繼承其父伊達稙宗政略手法以子女過繼聯姻，先後與岩城家、留守家、石川家、國分家、蘆名家、佐竹家、二階堂家等勢力大名達成政治聯姻，與之友好和睦，娶岩城氏第十五代當主岩城重隆之長女久保姬為妻(正室)。

## 生平
永正16年（1519年）出生，為第14代當主伊達稙宗的嫡長子。天文2年（1533年），接受了第12代將軍足利義晴的偏諱，取名為晴宗。天文3年（1534年），是岩城氏迫於壓力接受相馬顕胤仲介久保姬與伊達晴宗間的婚事，但重隆之後違反約束又找了結城氏進行緣談相馬氏與岩城氏於木戸川進行合戰，最後談和的結果就是伊達氏與岩城氏和親誕生的長子成為岩城氏之嗣子為條件。
也有一說是天文之亂時岩城氏一開始中立，因為約定好過繼的子嗣沒來所以晴宗只好送出嫡子將岩城氏拉進己方因為遵從了與岳父岩城重隆的約定，將嫡長子親隆過繼給岳父作為重隆的養子。
天文12年（1542年）、父親稙宗為了擴大政略的勢力，決定將弟弟時宗丸送到越後守護上杉定實處當養子，並准備將伊達家的精兵100騎送到上杉家作爲實元的親衛隊。但晴宗抱持著反對態度，再加上晴宗也反對割讓伊達領地於相馬顯胤，伊達晴宗認為:「將領地割讓送給相馬家的話，就會分散我伊達家自身的力量，這關系到伊達家族的存亡，決不可行！」同時，反對派的家臣也認爲：「將精兵100騎送到上杉家的話，對伊達家的戰力會造成巨大的損害，這無異于剝去伊達家的外殼！」伊達植宗雖然受到長男晴宗的反對，仍卻無視晴宗的警告，要一意孤行割讓領地與過繼養子，晴宗反對父親這麼做，並用武力加以阻止父親的計畫，於是便與重臣中野宗時等共謀，將父親幽禁於西山城，並派人追捕前往越後的實元，並也阻止了弟弟實元(即時宗丸)當養子的事情。但是，父親稙宗被小梁川宗朝由西山城中救出，再加上弟弟實元逃脫晴宗的追捕並站在被救出的父親那邊，爆發了奧州前所未有的大亂即天文之亂。一開始是由父親稙宗取得極大的優勢，晴宗這邊的戰況連連失利。但是在天文16年（1547年），一直支持稙宗方面的蘆名盛氏與田村隆顯和二階堂輝行對立，也因此背離稙宗倒戈投向晴宗，從而逆轉了強弱關係。在天文17年（1548年）3月，逐漸無戰意的田村隆顯派使者到京都請將軍義輝出面調停，5月，第13代將軍足利義輝因顧慮到自古以來與（支持著自家幕府將軍家）伊達家相交甚厚，不忍伊達父子相殘而仲介調停發布了停戰命令給伊達家，義輝派出聖後院道僧發出和睦令，由蘆名盛氏協助父子二人停戰為調停仲介者，父親稙宗判斷自己建立起來的政略版圖已經受到崩壞，9月，稙宗向晴宗議和而投降了晴宗，並隱居於丸森城內，伊達家正式結束了長達6年的內亂，而晴宗也正式繼承了伊達家的家督，成為第15代當主。
但是因為此內亂，伊達氏的家臣內部動搖也很激烈，必須先整合統一家中內部。首先，必須先消滅仍反抗的家臣懸田氏（懸田俊宗），於是把居城移到了米澤城。天文22年（1553年），整理了在天文之亂中兩邊陣營所濫發的「安堵狀」(指戰爭後保證還會保留原來的官職，土地等之行政文書)，確定了家臣團以及所領的家格與上下關係（「晴宗公采地下賜録」），坐穩了伊達氏當主的地位。
天文3年（1534年），因為遵從了與岳父岩城重隆的約定，將嫡長子親隆作為重隆的養子，所以次男輝宗作為後繼者。晚年時，與輝宗的對立也很深。但為了避免再度發生如同父親稙宗在位時的內亂，在永祿7年（1564年）把家督一職讓給了輝宗並於米澤城隠居。
天正5年（1577年）12月5日，在陸奥國信夫郡福島城死去。享年59歲。遺骨埋葬在福島市寶積寺。法名為乾徳院殿保山道祐大居士。

## 人物・逸話
- 與父親稙宗一樣擁有大量子女(6男5女)，也因此與岩城氏，佐竹氏，二階堂氏等(經由養子或婚姻)結成親戚關係，並擴大了政治上的勢力。因此，在永祿6年（1563年），室町幕府認可的全國大名50幾名中，奥州地區只有蘆名盛氏與晴宗被認為奥州的大名。
- 晩年時，常常在福島城與親屬和家臣們召開宴會，而據說孫子・梵天丸（後來的伊達政宗）曾在此吟唱過和歌。
- 稙宗、晴宗虽然武力不显，但却都是外交能手，之后的辉宗似乎也继承了此点，因此伊达氏三代以来都只是保持了政治上的版图，实际领土到了政宗时才中兴。

## 政略婚姻及過繼政策(長幼順序)
- 長男岩城親隆過繼給岳父岩城重隆作為繼子承繼岩城家家業，成為岩城家第十六代當主。
- 長女阿南姬成為須賀川第七代當主二階堂盛義正室。
- 次男伊達輝宗留在家中繼承伊達家第十六代當主。
- 次女鏡清院成為三弟伊達實元正室。
- 三女益穂姫成為家臣小梁川盛宗側室。
- 三男留守政景過繼給留守顯宗作為繼子，繼承留守家作為留守氏第十八代當主。
- 四男石川昭光過繼給石川晴光作為繼子，繼承石川家作為角田石川氏初代當主。
- 四女彥姬成為蘆名氏第十七代當主蘆名盛興正室→蘆名氏第十八代當主蘆名盛隆正室。
- 五女寶壽院成為佐竹氏第十八代當主佐竹義重正室。
- 五男國分盛重過繼給國分盛顯繼承國分家作為秋田伊達氏初代當主。
- 六男杉目直宗長年與母親久保姬居住，生前無子，死後絕嗣。